# Улица Барвинских
У́лица Барви́нских — небольшая львовская улица, находится между Высоким замком и Знесеньем в Лычаковском районе. Соединяет улицу Довбуша с Детской больницей «Охмадет».
Нынешнее название получила в 1993 году в честь семьи украинских деятелей культуры XIX-XX столетий. В XIX веке улица имела название Собещизны, так как это ранее здесь были земельные владения королевской семьи Собеских. В годы немецкой оккупации называлась Фюрстенгрунд (Княжеские земли), а с 1950 по 1993 — Верховинской.
На фасаде дома № 5 установлена мемориальная доска, которая сообщает, что здесь в 1890—1963 годах жил композитор и пианист Василий Барвинский; плита установлена около 1990 года.
В доме № 7 в польское время размещалась редакция украинской газеты «Вести из Луга», сейчас здесь жилой дом.
8 сентября 2005 года по случаю 70-летия со дня рождения украинского художника Зеновия Флинты (1935—1988) на доме № 10, где он жил, установлена мемориальная табличка.
Улица застроена сецессионными виллами и элитными домами первой половины XX века в неоготическом стиле. В 1990-х годах было сооружено также новое жилое шестиэтажное здание. В 1970-х годах от конца улицы на месте прошлой парковой тропы проложили асфальтированную дорогу к зданию больницы «Охмадет» на ул. Лысенко, 31.